# Апофеоз
Апофео́з, або апотео́з (грец. αποθεωσις — обожування) — прославляння якоїсь особи або події; святкове завершення події.
У Стародавній Греції та Стародавньому Римі апофеозом називали обряд зарахування видатних правителів за їхні особливі заслуги до сонму богів.
В наш час словом «апофеоз» позначають :
- Обожнювання, уславлення, звеличування якоїсь особи, події чи явища.

- Урочисте завершення чогось. Наприклад у театральному мистецтві — урочиста фінальна масова сцена вистави сцена спектаклю, святкової концертної програми чи циркової вистави, яка уславлює народ, героя або якусь подію. Зазвичай монументальна, сповнена піднесення. Форма апофеозу розроблена в західноєвропейському театрі (опери Ж.-Б. Люллі), а також в українському театрі XVI–XVIII ст. — драми «Володимир» (1705) Феофана (Прокоповича), «Милість Божа» невідомого автора.

- В образотворчому мистецтві (зокрема живописі епохи бароко та класицизму) — зображення вознесіння душі померлого (зазвичай католицького святого, хоча трапляються сюжети про видатних полководців і державних діячів).

- Вищий ступінь чогось.